# Aleš Gartner
Aleš Gartner, slovenski smučarski trener, 9. julij 1948, Češnjica pri Železnikih, † 11. december 1993, Val-d'Isère, Francija. 
Diplomiral je na ljubljanski Fakulteti za šport in bil dolga leta uspešen smučarski trener. Preminil je zaradi odpovedi srca v Val d'Iseru, ko je bil trener norveške smučarske reprezentance.
Njegov brat je prav tako smučarski trener Filip Gartner. 